# Paradise P1 LSA
Die Paradise P1 LSA ist ein Ultraleichtflugzeug des brasilianischen Herstellers Paradise Aircraft.

## Geschichte und Konstruktion
Die P1 wurde entsprechend den US-amerikanischen Bestimmungen für Leichtflugzeuge entwickelt. Die Maschine ist ein abgestrebter Schulterdecker mit festem Bugradfahrwerk und konventionellem Leitwerk. Pilot und Passagier sitzen in der durch seitliche Türen betretbaren Kabine nebeneinander. Das Flugzeug besteht aus geschweißten Stahlrohren, die mit Stahlblechen verkleidet sind, und wird von einem Rotax-912-ULS-Viertaktmotor mit 75 kW angetrieben.
Eine ursprünglich in Florida befindliche Produktionsstätte wurde zwischenzeitlich geschlossen, sodass nur mehr in Brasilien produziert wird.

## Technische Daten
| Kenngröße             | Daten                                     |
| --------------------- | ----------------------------------------- |
| Besatzung             | 1                                         |
| Passagiere            | 1                                         |
| Länge                 | ?                                         |
| Spannweite            | 9 m                                       |
| Höhe                  | ?                                         |
| Flügelfläche          | 12,6 m²                                   |
| Leermasse             | 340 kg                                    |
| max. Startmasse       | 600 kg                                    |
| Reisegeschwindigkeit  | 185 km/h                                  |
| Höchstgeschwindigkeit | 220 km/h                                  |
| Dienstgipfelhöhe      | ? m                                       |
| Reichweite            | 1.500 km                                  |
| Triebwerke            | 1 × Rotax-912-ULS-Viertaktmotor mit 75 kW |